# War in Middle Earth
War in Middle Earth (ook bekend als J. R. R. Tolkien's War in Middle Earth) is een computerspel dat werd ontwikkeld door Synergistic Software. Het spel werd in 1988 uitgebracht door Melbourne House voor DOS en de Commodore Amiga. Een jaar volgde een release voor andere homecomputers. Het spel werd ontworpen door Mike Lyons, Mike Singleton en Robert Clandy.
Het spel is een Middeleeuwse oorlog/strategie/rollenspel. De speler heeft een overzichtskaart en kan op een ander scherm zijn troepen met zijaanzicht tegen elkaar andere karakters en monsters laten vechten. Het spel kan met één persoon gespeeld worden.

## Ontvangst
| Beoordeeld door                       | Jaar | Platform | Score |
| ------------------------------------- | ---- | -------- | ----- |
| Zzap!                                 | 1989 | Amiga    | 93%   |
| ACE (Advanced Computer Entertainment) | 1989 | DOS      | 91%   |
| CU Amiga                              | 1989 | Amiga    | 89%   |
| The Games Machine (UK)                | 1989 | DOS      | 88%   |
| The Games Machine (UK)                | 1989 | Atari ST | 88%   |
| Power Play                            | 1989 | Atari ST | 71%   |
| Power Play                            | 1989 | Amiga    | 71%   |
| Dragon                                | 1989 | ?        | 60%   |